# Australische Eishockeynationalmannschaft
Die australische Eishockeynationalmannschaft wird nach der Weltmeisterschaft 2017 in der IIHF-Weltrangliste auf Platz 33 geführt. Der Spitzname des australischen Teams ist Mighty Roos.

## Geschichte

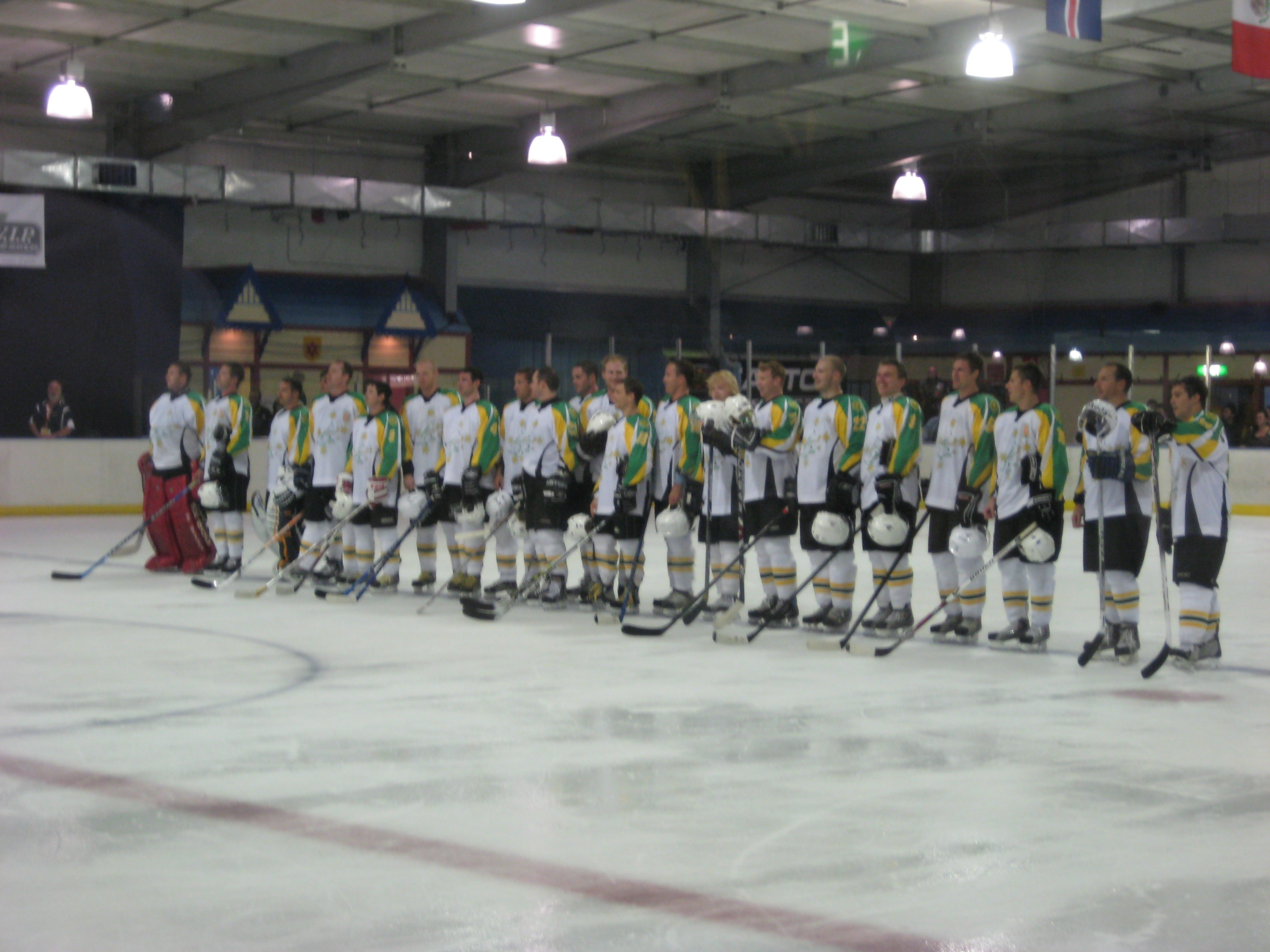
Australische Eishockeynationalmannschaft (2008)

Das Team, das ursprünglich hauptsächlich aus Immigranten und in Nordamerika lebenden Australiern bestand, rekrutiert sich mittlerweile fast ausschließlich aus gebürtigen Australiern, die auch das Eishockeyspielen in Australien gelernt haben. Die Mighty Roos nahmen erstmals im Rahmen der Olympischen Winterspiele 1960 in Squaw Valley an einem internationalen Turnier teil. Bei ihrer ersten und einzigen Olympiateilnahme trafen die Australier auf die Tschechoslowakei sowie den Gastgeber und späteren Olympiasieger USA. Beide Spiele wurden deutlich verloren, die Mannschaft schied mit 2:30 Toren aus dem Turnier aus und belegte in der Endabrechnung den neunten und letzten Platz. 
Bei der Weltmeisterschaft 1962 gaben die Australier ihr WM-Debüt und erzielten mit Platz 13 (Fünfter der B-WM) in einem aufgrund eines Boykotts stark verkleinerten Teilnehmerfeld ihre bislang beste WM-Position. Erst seit 1992 nimmt die australische Nationalmannschaft regelmäßig an den WM-Turnieren teil und spielt dort überwiegend in der Division II. Bei der Weltmeisterschaft 2008, bei der Australien Gastgeber der Division II, Gruppe B, war, konnten sich die Mighty Roos mit Siegen in allen fünf Spielen souverän gegen die Konkurrenz durchsetzen und erstmals nach 46 Jahren wieder in die Division I (B-WM) aufsteigen. Bei der WM 2009 traf die Mannschaft auf vergleichsweise starke Gegner wie Japan, Kasachstan und Slowenien und musste den sofortigen Wiederabstieg hinnehmen. 2010 belegte man den zweiten Platz in der Division II, Gruppe A; 2011 folgte der 1. Platz in der Division II, Gruppe A. Hier nutzte Australien seinen Heimvorteil, da die Spiele im heimatlichen Melbourne ausgetragen wurden, und stieg in die Gruppe B der Division I (seit 2012 dritte internationale Spielklasse) auf. Hier musste man 2012 nach teilweise knappen Niederlagen den direkten Wiederabstieg hinnehmen. Nach Auftaktniederlagen gegen Gastgeber Kroatien, Island und Serbien mussten die Australier bei der WM 2013 zunächst sogar einen weiteren Absturz befürchten, konnten diesen durch Siege gegen Belgien und Absteiger Spanien aber noch abwenden. Zwei Jahre später konnte dann aber der Abstieg in die B-Gruppe der Division nicht mehr verhindert werden. Diese Scharte konnte aber bei der Weltmeisterschaft 2016 postwendend wieder ausgewetzt werden.

## Platzierungen

### Weltmeisterschaften
- 1920–1959: keine Teilnahme
- 1960: 9. (gleichzeitig Olympische Spiele)
- 1961: keine Teilnahme
- 1962: 5. B-WM (Platz 13)
- 1963–1973: keine Teilnahme
- 1974: 7. C-WM (Platz 21)
- 1975–1978: keine Teilnahme
- 1979: 8. C-WM (Platz 26)
- 1980–1985: keine Teilnahme
- 1986: 10. C-WM (Platz 26)
- 1987: 1. D-WM (Platz 25)
- 1989: 8. C-WM (Platz 24)
- 1990: 2. D-WM (Platz 27)
- 1991: keine Teilnahme
- 1992: 3. C1-WM (Platz 23)
- 1993: 7. C-WM (Platz 27)
- 1994: 6. C2-WM (Platz 33)
- 1995: 7. C2-WM (Platz 36)
- 1996: 8. D-WM (Platz 36)
- 1997: 6. D-WM (Platz 34)
- 1998: 2. D-WM (Platz 34)
- 1999: 3. D-WM (Platz 34)
- 2000: 3. D-WM (Platz 36)
- 2001: 3. Division II, Gr. A (Platz 33)
- 2002: 4. Division II, Gr. A (Platz 36)
- 2003: 4. Division II, Gr. A (Platz 36)
- 2004: 3. Division II, Gr. A (Platz 33)
- 2005: 2. Division II, Gr. A (Platz 31)
- 2006: 3. Division II, Gr. A (Platz 32)
- 2007: 2. Division II, Gr. B (Platz 30)
- 2008: 1. Division II, Gr. B (Platz 27)
- 2009: 6. Division I, Gr. A (Platz 32)
- 2010: 2. Division II, Gr. B (Platz 30)
- 2011: 1. Division II, Gr. B (Platz 28)
- 2012: 6. Division I B (Platz 28)
- 2013: 4. Division II A (Platz 32)
- 2014: 4. Division II A (Platz 32)
- 2015: 6. Division II A (Platz 34)
- 2016: 1. Division II B (Platz 35)
- 2017: 2. Division II A (Platz 30)
- 2018: 2. Division II A (Platz 30)
- 2019: 3. Division II A (Platz 31)
- 2020–2021: nicht ausgetragen
- 2022: keine Teilnahme
- 2023: 4. Division IIA (Platz 32)
- 2024: 5. Division IIA (Platz 33)
- 2025: 5. Division IIA (Platz 33)

### Olympische Spiele
- 1920–1956: keine Teilnahme
- 1960: 9.
- 1964: Qualifikation Asien/Ozeanien ausgeschieden
- 1968–2022: keine Teilnahme

### Junioren
Die U18-Junioren nahmen regelmäßig an der Eishockey-Meisterschaft Asiens und Ozeaniens der U18-Junioren teil. Bei ihren jeweiligen Weltmeisterschaften 2010 stieg die U20-Nationalmannschaft in die Division II auf und die U18-Nationalmannschaft in die Division III ab.

## Bekannte Spieler
- Michael Beaton
- Jamie Bourke
- Mitchell Villani
- Brad Vigon
- Lliam Webster